# Luminous Productions
Luminous Productions (株式会社ルミナス・プロダクション, Kabushiki gaisha Ruminasu Purodakushon) fue una subsidiaria de Square Enix que se formó el 27 de marzo de 2018 como una empresa asistente al equipo de desarrollo de Final Fantasy XV. Esta surgió de la División Comercial 2, una de las 12 divisiones comerciales (desarrollo interno y divisiones de producción) que Square Enix tenía en el momento antes de la reorganización. El objetivo de la empresa era crear nuevos videojuegos AAA para una audiencia global utilizando el Luminous Engine.
El 28 de febrero de 2023, Square Enix Holdings anunció que desde el 1 de mayo de 2023, Luminous Productions cerraría sus puertas y los empleados serían reasignados a otras divisiones dentro de Square Enix. El cierre de la subsidiaria se atribuyó a la pobre recepción que tuvo el videojuego Forspoken, el cual recibió calificaciones mixtas y resultó un fracaso en ventas.

## Historia

### Formación
Luminous Productions se creó originalmente a partir de empleados que trabajaban en Final Fantasy XV. Si bien la formación de un nuevo estudio interno a partir de los existentes es común en todo el mundo, es poco común en Japón. Dado que el estudio atrajo a tantos que estaban trabajando en Final Fantasy XV, Luminous Productions ayudó con el juego junto con su nuevo proyecto. Tantos empleados fueron transferidos desde la división de desarrollo Business Division 2, principal desarrolladora de Final Fantasy XV, que Square Enix declaró que aquella división funcionalmente "ya no existe".

### Objetivo
Su objetivo inicial era trabajar en videojuegos y "otro contenido de entretenimiento", pero más tarde ese año el estudio se reorientó solo en hacer videojuegos, lo que provocó que se reportara una pérdida de treinta y tres millones de dólares para el semestre que finaliza el 30 de septiembre de 2018. El líder del nuevo estudio y director de Final Fantasy XV, Hajime Tabata, abandonó Luminous Productions y Square Enix justo después de establecer el estudio, y el contenido futuro planeado para Final Fantasy XV también se canceló por lo que todos sus recursos fueron enfocado al nuevo proyecto AAA que usaría Luminous Engine. El nombre "Luminous" fue una referencia intencional al Luminous Engine, que está siendo utilizado por el equipo en su nuevo título AAA sin nombre definitivo, luego presentado como Project Athia. El presidente de Square Enix, Yosuke Matsuda, aclaró que el estudio sería una "fusión de tecnología y arte de vanguardia".

### Investigación y desarrollo
En 2018, se hicieron preparativos para lanzar un nuevo juego y el desarrollo activo comenzó en 2019. En septiembre de 2019, el equipo lanzó un video llamado Back Stage en su sitio web para demostrar el trabajo que estaban haciendo con una forma avanzada de Ray Tracing, el Path Tracing. Varios proyectos están en producción, incluida la investigación y el desarrollo de motores. En cuanto al número de proyectos, hay varias líneas de producción en marcha, incluido el desarrollo de motores y la I + D. De los 130 empleados, aproximadamente 20 no son japoneses y el estudio utiliza un traductor interno para que el estudio pueda operar a nivel mundial. Un enfoque tecnológico del estudio es no tener equipos de desarrollo en el juego y cinemático en 3D trabajando por separado, sino hacer un juego que se crea completamente en un modo cinematográfico.
En septiembre de 2020 el estudio presentó una demostración técnica de la tecnología que están construyendo para el desarrollo de su nuevo videojuego.

## Videojuegos
| Año  | Título           | Plataformas       |
| ---- | ---------------- | ----------------- |
| 2016 | Final Fantasy XV | PS4, Xbox One, PC |
| 2023 | Forspoken        | PS5, PC           |